# Zub
Zub è un videogioco a piattaforme fantascientifico pubblicato nel 1986 o inizio 1987 per Commodore 64, ZX Spectrum e Amstrad CPC da Mastertronic, con l'etichetta M.A.D. (Mastertronic Added Dimension), dedicata ai titoli economici con fascia di prezzo leggermente più alta.

## Trama
In una galassia in cui praticamente tutto si chiama Zub, l'alieno umanoide Zub, dall'aspetto cartonesco e con indosso una tuta spaziale, deve recuperare il prezioso Occhio Verde di Zub. Per raggiungerlo deve passare per dieci pianeti, da Zub 1 a Zub 10, difesi da guardie robotiche volanti e collegati da un sistema di teletrasporti ad alta quota. Al decimo pianeta recupera l'Occhio (nelle versioni Amstrad e Commodore si accorge che l'aveva sempre avuto in tasca), ma poi deve effettuare anche tutto il percorso di ritorno fino a Zub 1.

## Modalità di gioco
Ciascun pianeta è un ambiente all'aperto, visto di profilo con scorrimento in tutte le direzioni. Il giocatore controlla Zub che parte da terra e, saltando su piccole piattaforme fluttuanti, deve raggiungere uno dei tre teletrasporti che si trovano in cielo.
Zub può camminare, saltare, abbassarsi, sparare orizzontalmente e far muovere orizzontalmente la piattaforma sulla quale si trova. Allineando verticalmente la piattaforma con quella superiore, è possibile saltare dall'una all'altra.
Ogni pianeta è difeso da un tipo diverso di guardie volanti che possono danneggiare Zub o spingerlo giù dalle piattaforme se lo toccano, mentre Zub le può respingere sparandogli; una guardia colpita si ritira temporaneamente verso la parte alta del cielo, per poi ritornare all'attacco.
Un pannello mostra un radar dell'area, con le posizioni dei nemici, ma non delle piattaforme. Su Amstrad e Spectrum il radar si può alternare con lo stato dell'energia di Zub, raffigurata da una sagoma di Zub che diventa progressivamente uno scheletro.
Ciascuno dei tre teletrasporti di ogni pianeta porta a un pianeta diverso non specificato, quindi per trovare il percorso giusto di andata e ritorno da Zub 10 il giocatore deve andare per tentativi. A ogni pianeta completato comunque si ricevono punti bonus e una pillola che ricarica l'energia; si può scegliere tra pillole di diverso valore che si alternano rapidamente, premendo il pulsante al momento giusto.

## Lightfarce
La versione per ZX Spectrum contiene, come easter egg, il semplice sparatutto a scorrimento verticale Lightfarce ("farsa della luce"), una parodia del videogioco Light Force ("forza della luce") uscito lo stesso anno. Viene scherzosamente indicato come prodotto da Fast-as-you-like ("veloce quanto vuoi"), mentre Light Force era edito da Faster Than Light ("più veloce della luce"). Lightfarce venne successivamente pubblicato come gioco autonomo, con il titolo Zarjas, nella cassetta allegata al numero 72 della rivista britannica Sinclair User.

## Accoglienza
Secondo le stime di alcuni degli autori, le copie di Zub vendute in Europa per ogni versione sono le seguenti. Le stime sono approssimative, in quanto raramente ricevevano dati di vendite dagli editori.
| Piattaforma  | Stima vendite |
| ------------ | ------------- |
| Commodore 64 | 60 000        |
| ZX Spectrum  | 60 000        |
| Amstrad CPC  | 50 000        |

Di Zarjas, come allegato alla rivista, furono vendute altre 90 000 copie.